# Marcello Giuseppe Caifano
Marcello Giuseppe Caifano besser bekannt als Marshall Joseph Caifano, John Caifano oder John Marshall, (* 19. Juli 1911; † 6. September 2003) war ein hochrangiger US-amerikanischer Mobster des Chicago Outfit und wurde wegen seiner Rolle bei der Kontrolle der Spielbanken in Las Vegas bekannt.

## Leben

### Frühe Jahre
Während der 1920er Jahre gehörte Caifano der „42-Gang“ an, einer Straßenbande in Chicago, der schon andere hochrangige Mitglieder des Outfit angehört hatten.
Bis 1929 hatte er viele Delikte – bis hin zum Mord – begangen und folgte anderen 42ern ins Outfit. Er wurde z. B. des Mordes an dem Spieler Frank Quotrocci verdächtigt, da die Polizei am Tatort einen Hut mit den Initialen M.C. auffand. Verhaftet wurde allerdings zunächst Matt Capone. Auftraggeber dieses Mordes soll Al Capone gewesen sein.
Caifano soll für seine Glücksspielaktivitäten im Norden von Chicago eine gewisse Autonomie erreicht haben. Er gilt auch in etwa zehn Morde verwickelt. So soll er z. B. Richard Cain einen korrupten Ermittler des Sheriffs von Cook County (Illinois), den Öl-Tycoon Raymond J. Ryan und die Cocktail-Kellnerin Estelle Carey ermordet haben. Letztere musste sterben da angenommen wurde, sie sei als Freundin von Nick Circella in die Ermittlungen gegen das Outfit bezüglich der Unterwanderung der Studios in Hollywood verwickelt. Sie wurde in ihrer Wohnung an einen Stuhl gefesselt, zu Tode geprügelt und anschließend verbrannt.

### Las Vegas
Als 1951 sein Bruder Leonard „Fat Lennie“ Caifano starb, wurde er inoffizieller Oberaufseher in den Spielbanken in Las Vegas, die unter Kontrolle des Outfit standen. Caifano hatte mit Darlene Caifano eine gutaussehende Blondine geheiratet und es gibt das Gerücht, er hätte seine Frau seinem Jugendfreund Sam Giancana – dem Boss des Outfit – überlassen, um Boss in Las Vegas werden zu können. Caifano soll weitere Morde begangen haben, darunter den an dem Russen Louie Strauss im Jahr 1953.
Als „enforcer“ (am: „Durchsetzer“) und „Outside man“ für das Outfit in Las Vegas musste er auf Befehl die Probleme vor Ort durch Gewalt bis hin zum Mord lösen. Als außenstehender „Problemlöser“ konnte – selbst wenn er überführt worden wäre – niemand die Assoziierten innerhalb eines Kasinos belangen. Ursprünglich hatte Johnny Roselli diese Aufgabe wahrgenommen. Als Gus Greenbaum zu einem Problem für die La Cosa Nostra wurde, war es vermutlich Caifano der entsprechend zu handeln hatte. Am 3. Dezember 1958 wurde Greenbaum mit durchschnittener Kehle in seinem Schlafzimmer entdeckt. Seine Frau wurde mit eingeschlagenem Schädel und ebenfalls durchschnittener Kehle aufgefunden.
1960 wurde durch Grant Sawyer, dem Gouverneur von Nevada, das Black Book eingeführt, um die kriminellen Einflüsse am Las Vegas Strip einzudämmen. Caifano wurde in diese Liste aufgenommen, wogegen er im Oktober 1960 klagte, da der Eintrag eine Einschränkung seiner Rechte bedeutete; aber die 9. Kammer des Zivilgerichts wies seine Klage ab.
Caifano betrieb daraufhin offiziell den Geschenke-Shop im Circus Circus. Die Klage von Caifano hatte aus Sicht der Bosse der Cosa Nostra zu viel Aufmerksamkeit gefordert, da Civellas Kontakte zum Organisierten Verbrechen zum Thema geworden waren. Caifaro wurde deshalb aus Las Vegas 1963 praktisch abgezogen und vermutlich hat Johnny Roselli die Position wieder übernommen; zumindest solange bis ein geeigneter Nachfolger gefunden worden war. 1971 kam dann Anthony Spilotro nach Las Vegas, der den Geschenke-Shop von Caifano übernahm.

### Abstieg
Die Abwesenheit aus Las Vegas nährt bis heute Spekulationen, dass Caifano in das Attentat auf John F. Kennedy im November 1963 verwickelt gewesen sein könnte, insoweit von der Theorie ausgegangen wird, die La Cosa Nostra sei darin verwickelt gewesen.
Im Prinzip war Caifano aber kaltgestellt; er arbeitete ab 1965 in einer unterrangigen Position als Buchmacher in der Westside von Chicago, wodurch ihm zumindest ein einträgliches Einkommen garantiert war.
Im März 1980 wurde Caifano in West Palm Beach in Florida verurteilt und inhaftiert, da er 1975 mit gestohlenen Wertpapieren erwischt worden war. Es handelte sich um 2.000 Anteile der Westinghouse Electric im Wert von 2 Millionen US-Dollar, die 1968 am O’Hare International Airport von Chicago gestohlen worden waren. Am 23. Mai 1980 wurde das Strafmaß auf 20 Jahre festgelegt, welches er im Gefängnis von Sandstone (Minnesota) antreten sollte. 1990 wurde er frei gelassen. Caifano starb 2003 eines natürlichen Todes.